# Donald B.
Le Donald B., également connu sous le nom de Standard ou Barbara H., est un pousseur à vapeur et à roue à aubes arrière historique maintenant basé à Bellaire en Ohio. Construit en 1923, il est le seul pousseur à moteur diesel et à roue arrière intact encore sur le système fluvial du pays.
Il a été classé au registre national des lieux historiques le 20 décembre 1989  
et nommé National Historic Landmark le 29 juin 1989 .

## Descriptif et historique
Le pousseur est propulsé par un moteur diesel à inversion directe Fairbanks Morse 35E10 de 160 chevaux (120 kW). Il a été fabriqué à partir de plaques d'acier rivetées à un cadre en acier. Il a une proue en forme de chaland équipé de "genoux" spéciaux utilisés pour pousser les barges, et un fond plat sans quille.
Il a été posé en 1923 à Marietta Manufacturing à Point Pleasant, en Virginie-Occidentale, et est entré au service de la Standard Oil Company de l'Ohio en tant que Standard (1923-1940), qui l'a utilisé pour transporter de l'essence vers des points de distribution le long de la rivière. Le navire a été vendu en 1940 à Ray Brookbank, qui l'a rebaptisé Donald B. d'après son fils, qui est finalement devenu son capitaine. Sous la propriété des Brookbanks, il s'est engagé dans le service général, déplaçant toutes sortes de barges le long du bassin versant du fleuve Mississippi. Sa coque a été entièrement replaquée en 1958. Son service a pris fin en 2000 et  a été vendu l'année suivante à Steve Huffman, qui l'a nommé Barbara H. en l'honneur de sa femme et l'a amarré près de Vevey en Indiana. Huffman l'a vendu à Bob Hamilton en 2012, qui l'a transféré à Bellaire en Ohio.
Des bateaux d'un âge comparable ont soit été mis au rebut, modifiés par rapport à leur configuration d'origine pour un usage privé, soit font partie de collections de musées. Au moment de sa désignation historique, il était le seul remorqueur diesel à roues arrière en service actif.